# Бабики
Бабики (пол. Babiki) — село в Польщі, у гміні Шудзялово Сокульського повіту Підляського воєводства.
Населення — 91 особа (2011).
У 1975-1998 роках село належало до Білостоцького воєводства.

## Демографія
Демографічна структура станом на 31 березня 2011 року:
|          | Загалом | Допрацездатний вік | Працездатний вік | Постпрацездатний вік |
| -------- | ------- | ------------------ | ---------------- | -------------------- |
| Чоловіки | 47      | 9                  | 34               | 4                    |
| Жінки    | 44      | 7                  | 23               | 14                   |
| Разом    | 91      | 16                 | 57               | 18                   |